# IC 5240
IC 5240 је спирална галаксија у сазвјежђу Ждрал која се налази на листи објеката дубоког неба у Индекс каталогу.
Деклинација објекта је - 44° 46' 1" а ректасцензија 22h 41m 52,1s. Привидна величина (магнитуда) објекта IC 5240 износи 11,7 а фотографска магнитуда 12,6. Налази се на удаљености од 21,4 милиона парсека од Сунца. IC 5240 је још познат и под ознакама ESO 290-2, AM 2238-450, IRAS 22388-4501, PGC 69521.